# Beleg van Hulst (1645)

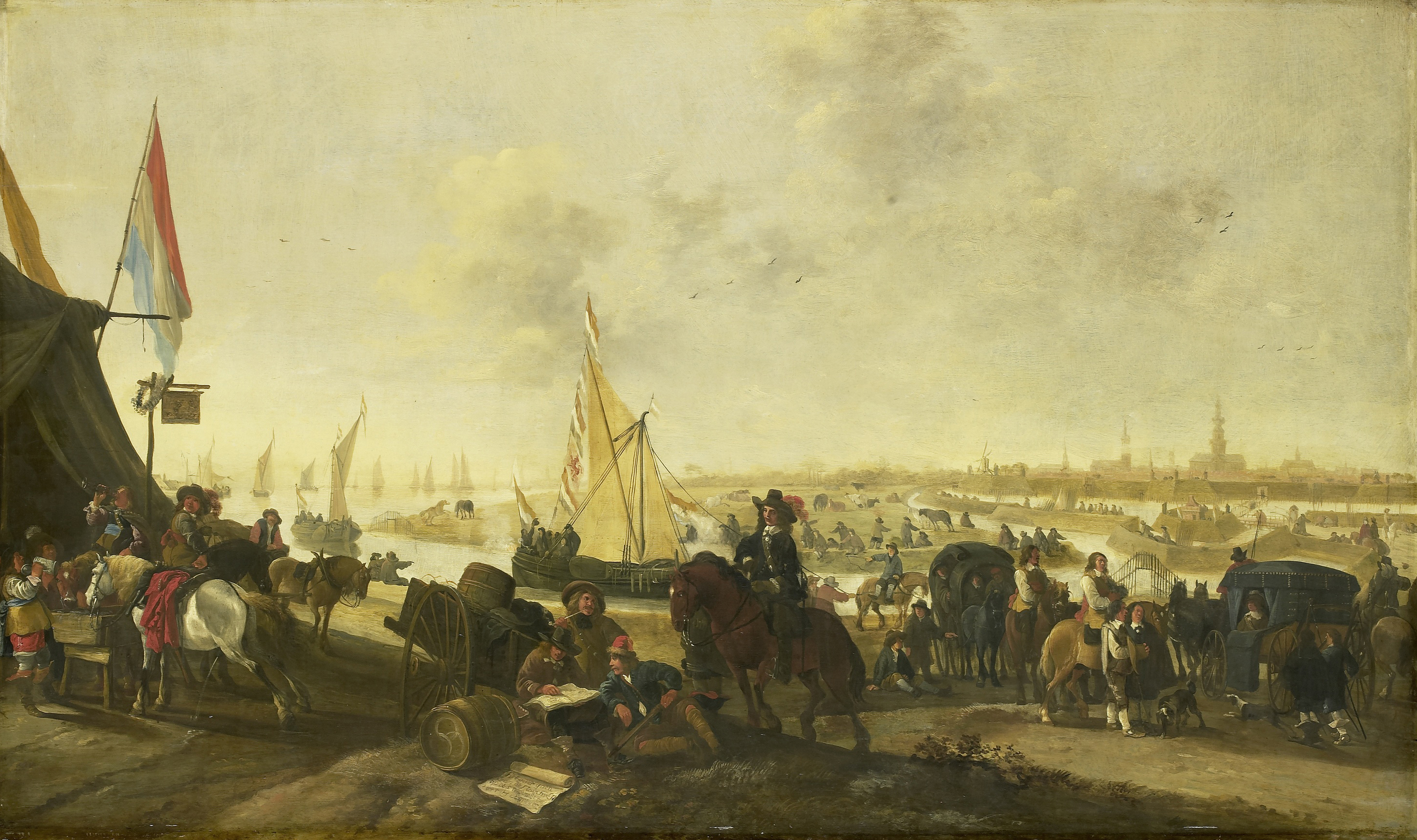
De verovering van Hulst in 1645 geschilderd door Hendrick de Meijer

Het Beleg van Hulst in 1645 was het laatste grote beleg in de Tachtigjarige Oorlog, waarbij de zwaar versterkte stad Hulst werd veroverd door stadhouder Frederik Hendrik van Oranje van de Republiek der Zeven Verenigde Nederlanden. Oorspronkelijk beschikte de Spaanse gouverneur Jacques de Haynin du Cornet slechts over 600 manschappen, doch hij kreeg juist op tijd nog enkele regimenten ter versterking binnen de stad. Het Leger van Vlaanderen had er 2500 man voetvolk en 250 ruiters. De Staatsen vielen aan met 12.500 man voetvolk, 2500 ruiters en 20 kanonnen.
Het doel van de veldslag was aanvankelijk om op te rukken naar Antwerpen en deze stad te veroveren. Onderweg zou ook de vesting Hulst worden ingenomen, zodat de Republiek der Zeven Verenigde Nederlanden de Schelde zou beheersen. Hulst zou in handen van de Republiek vallen, maar Antwerpen werd nimmer veroverd.
De Staatse troepen, die zich op dat moment in de buurt van Gent bevonden, rukten op en kwamen op 4 oktober aan in Stekene, terwijl op 5 oktober Sint Jansteen werd ingenomen evenals de belangrijkste forten in de omgeving, zoals Fort Moerschans, Fort Zandberg en Fort Nassau.

## Verloop
De slag was verdeeld in twee fasen.

### Eerste fase: 7-17 oktober
Frederik Hendrik beval 4500 voetsoldaten versterkt met 5 kanonnen de oostzijde van de stad aan te vallen. Toen deze eenheid daar aankwam, ontmoetten ze een Spaanse eenheid van 1500 man. De Staatsen losten verscheidene kanonschoten die 100 mannen doodden. In 10 dagen verloren de verdedigers 1000 soldaten, Frederik Hendrik verloor 400 soldaten. Hij had nu het oostelijk deel van de stad in handen.

### Tweede fase: 17 oktober - 4 november
Hierna stuurde Frederik Hendrik 1000 ruiters om de aanvalseenheid te versterken. Zodra zij het front hadden bereikt, gelastte hij een aanval op het midden van de stad. De Spaanse aanvoerder beval zijn cavalerie een verrassingsaanval uit te voeren om Frederik Hendrik te doden. Maar de ruiters liepen in een val en sneuvelden bijna volledig. Na 18 dagen van bombardementen gaf de Spaanse gouverneur zich op 4 november over.

## Overgave
Terwijl het Spaanse garnizoen de stad verliet en de Staatsen binnentrokken, werden ze door de Spanjaarden op passende wijze ingeluid: Met muziek. Ze maeckten soete accoorden daar onder wierden oock de Keteltrommels gheroert. 350 wagens met goederen van het garnizoen verlieten Hulst, richting Antwerpen.
Op 12 november vond een dankdienst plaats in de Sint-Willibrordusbasiliek, waaruit eerst de beelden waren verwijderd. Het thema van de dienst was onder meer: De Heer is bekent geworden; Hij heeft recht gedaen; de godtloose is verstrickt in het werk zijner handen. Wie met deze godtloose bedoeld werden was zonneklaar: Bevolen werd dat de Gereformeerde Religie ende geen andere in deselve stadt publickelijck sal werden geexcerceerd. De katholieke eredienst werd aldus verboden en de kerken werden genaast.
De aldus ontstane situatie werd in 1648 bekrachtigd door de Vrede van Münster. In 1664 volgde de definitieve vaststelling van de grens tussen de Republiek en de Spaanse Nederlanden. Deze komt overeen met de huidige Belgisch-Nederlandse grens.

## Slachtoffers

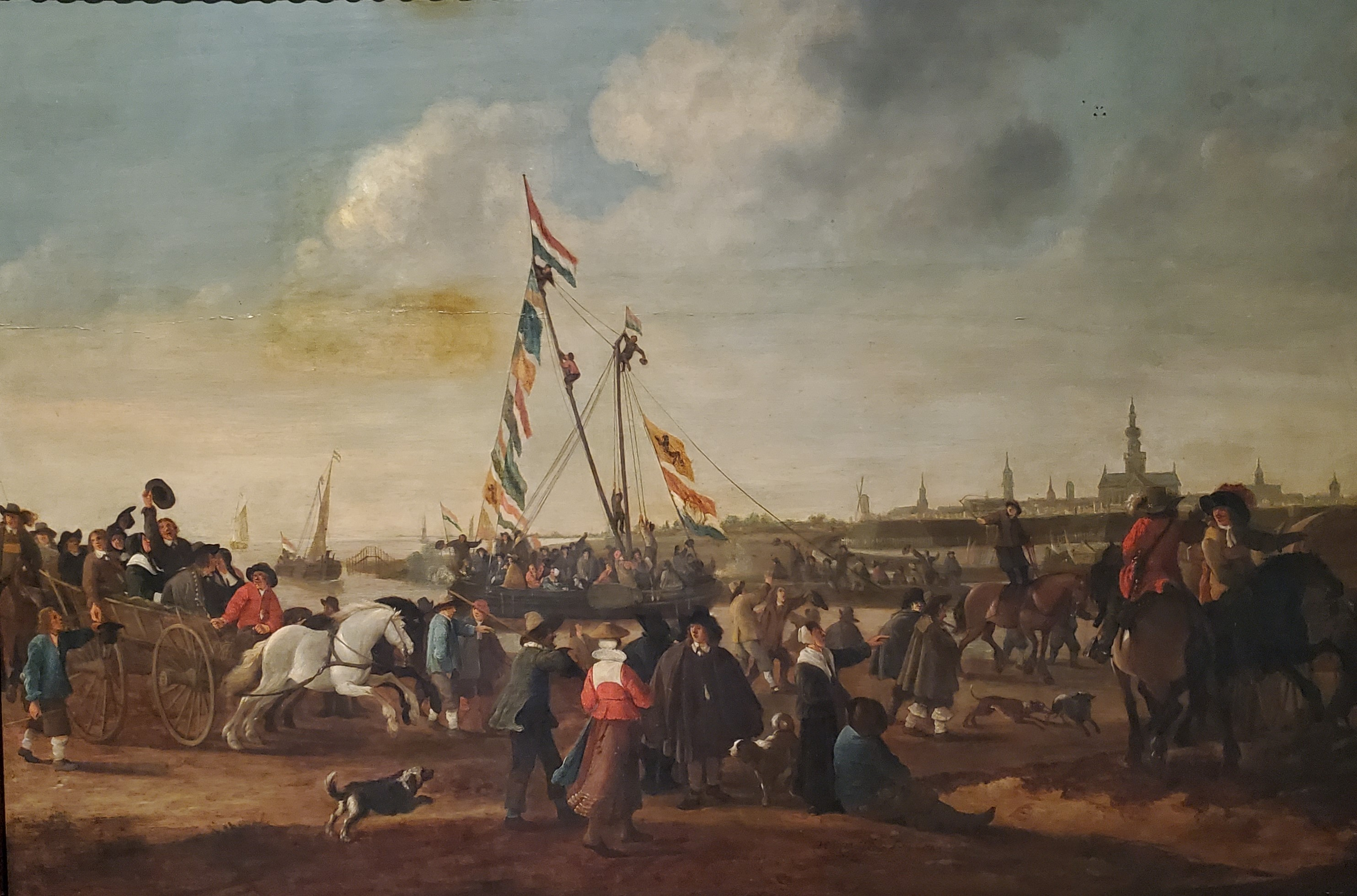
Terug naar Brouwershaven door Hendrick de Meijer. Aanvang van de reis naar huis na het beleg van Hulst. Doek in het bezit van het Franz Mayer museum in Mexico-Stad

De Noord-Nederlanders wisten Hulst met minder verliezen te veroveren dan de verdedigers; ze verloren 1500 voetsoldaten en 100 ruiters. Aan Zuid-Nederlandse zijde sneuvelden 2000 soldaten en 225 ruiters. De rest - zo'n 700 manschappen - werd gevangengenomen.

## Externe bronnen
- Beleg van Hulst[dode link]
- Recueil genealogique de familles originaires des Pays-Bays: Haynin